# 索格拉斯 (佛羅里達州)
索格拉斯（英語：Sawgrass）是位於美國佛羅里達州聖約翰斯縣的一個人口普查指定地區。

## 地理
索格拉斯的座標為30°11′34″N 81°22′22″W / 30.19278°N 81.37278°W，而該地最高點為海拔高度1米（即3英尺）。

## 人口
根據2010年美國人口普查的數據，索格拉斯的面積為8.40平方千米，當中陸地面積為8.00平方千米，而水域面積為0.40平方千米。當地共有人口4880人，而人口密度為每平方千米580人。